# Seznam dílů seriálu Ironside: Na straně zákona
Toto je seznam dílů seriálu Ironside: Na straně zákona. Americký dramatický televizní seriál Ironside: Na straně zákona měl premiéru na stanici NBC.

## Přehled řad
| Řada | Díly | Premiéra v USA | Premiéra v USA | Premiéra v ČR  | Premiéra v ČR |
| Řada | Díly | První díl      | Poslední díl   | První díl      | Poslední díl  |
| ---- | ---- | -------------- | -------------- | -------------- | ------------- |
| 1    | 9    | 2. října 2013  | 2013           | 12. srpna 2016 | 9. září 2016  |

## Seznam dílů

### První řada (2013)
| Č. v seriálu | Původní název     | Český název                | Režie              | Scénář          | Premiéra v USA | Premiéra v ČR  |
| ------------ | ----------------- | -------------------------- | ------------------ | --------------- | -------------- | -------------- |
| 1            | Pilot             | Ironside: Na straně zákona | Peter Horton       | Michael Caleo   | 2. října 2013  | 12. srpna 2016 |
| 2            | Sleeping Dogs     | Staré rány                 | Rod Holcomb        | Robert Port     | 9. října 2013  | 19. srpna 2016 |
| 3            | Action            | Bezhlavě do akce           | Stephen Gyllenhaal | David Schulner  | 16. října 2013 | 19. srpna 2016 |
| 4            | Uptown Murders    | Vraždy na předměstí        | Oz Scott           | Mark Rosner     | 23. října 2013 | 26. srpna 2016 |
| 5            | Hell on Wheels    | Pastýři Satanovi           | Alex Zakrzewski    | Mick Betancourt | 2013           | 26. srpna 2016 |
| 6            | Pentimento        | Ukradené obrazy            | David Boyd         | Ken Sanzel      | 2013           | 2. září 2016   |
| 7            | Minor Infractions | Otec a syn                 | Martha Mitchell    | Judith McCreary | 2013           | 2. září 2016   |
| 8            | Brothers in Arms  | Spolubojovníci             | Darnell Martin     | Brian Anthony   | 2013           | 9. září 2016   |
| 9            | Hidden Agenda     | Postranní úmysly           | Alex Zakrzewski    | Nicole R. Levy  | 2013           | 9. září 2016   |